# مجيد خان
مجيد خان (بالإنجليزية: Majid Khan)‏ (28 سبتمبر 1946 في الهند - ) هو لاعب كريكت أسترالي. شارك مع منتخب باكستان للكريكت.

## وصلات خارجية
- مجيد خان على موقع إي آس بي آن كريك إنفو (الإنجليزية)